# Ординський Василь Сергійович
Ординський Василій Сергійович (6 квітня 1923, Кострома — 4 листопада 1985, Москва) — радянський кінорежисер, сценарист і актор. Народний артист РРФСР (1974).

## Біографія
Народився у Костромі. З початком Другої світової війни брав участь у будівництві оборонних споруд під Калугою, а у серпні 1941 року призваний до Червоної армії. Після закінчення піхотного військового училища в Стерлітамаку, з червня 1942 — на фронті. Командир вогневого взводу мінометної роти 286 окремого моторизованого батальйону особливого призначення. Воював на Воронезькому та 1-му Білоруському фронтах. Був важко поранений, після лікування був направлений у військове училище як командир взводу курсантів, потім повернувся на фронт. Війну закінчив у Німеччині у званні старшого лейтенанта. Був демобілізований 1948 року.
У 1954 році закінчив режисерський факультет ВДІКу, майстерня С. А. Герасимова та Т. Ф. Макарової.
У 1960-1980-х роках керував художньою радою на Вищих курсах сценаристів та режисерів, читав курс лекцій «Кінорежисура», «Монтаж».
Знімався у невеликих ролях.
Член Спілки кінематографістів СРСР (Москва).
Помер 4 листопада 1985 року у Москві. Похований на Кунцевському цвинтарі.

## Фільмографія
- 1955 — Секрет краси
- 1956 — Людина народилася
- 1959 — Однолітки